# Sigrid Goethals
Sigrid Goethals, née le 23 mars 1968 à Hal, est une femme politique belge, membre de la Nieuw-Vlaamse Alliantie (N-VA).

## Biographie
Sigrid Goethals nait le 23 mars 1968 à Hal.
Le 17 septembre 2020, elle devient députée fédérale à la Chambre des représentants en remplaçant Jan Spooren qui devient gouverneur de la Province du Brabant flamand.